# 연재모
연재모(1973년 7월 9일 ~ )는 대한민국의 가수이자 배우이다.
- 1993년 청춘극장 백영민역